# Сахновское городище
Сахновское городище (укр. Сахнівське городище) — памятник археологии, расположенный на Девич-горе возле села Сахновки в Черкасской области. Составляет часть комплекса памятников разных эпох, от бронзового века до Средневековья.

## Описание
На левом берегу Роси близ Сахновки находится ряд возвышенностей, так называемых «гор»: Пастушка, Долгуша, Городище, Лысая, Девица и Дегтярная. Высота самой большой из них, Девицы (Девичьей или Девич-горы), достигает 120 м над уровнем поймы. Склоны Девич-горы несут следы подрезки. Её вершину занимает городище овальной формы площадью до 1,5 га. По другим данным, площадь укрепления составляет около 0,5 га или всего 0,2 га. Материалы, добытые археологами на Сахновском городище, датируются XII — первой половиной XIII века. Скорее всего, крепость погибла во время монгольского нашествия. На это указывают следы пожара, находки предметов вооружения и человеческого скелета с наконечником стрелы, застрявшим в позвоночнике.
С городищем соседствует селище, открытое в 1940-х годах Т. С. Пассек. Здесь выявлены зарубинецкие, раннесредневековые и древнерусские культурные остатки. На исследованной площади поселения преобладают объекты VII—VIII веков. По этому поселению получил название хронологический горизонт раннеславянских древностей — памятники типа Сахновка или памятники сахновского типа.

## История исследования
В конце XIX века городище на Девич-горе привлекло внимание кладоискателей, повредивших его культурный слой. Сообщения о находках публиковались в «Археологической летописи Южной России». В 1900 году здесь был найден Сахновский клад, включавший разнообразные украшения из благородных металлов и полудрагоценных камней (диадему, цепи, ожерелья, бусы, колты, шейные гривны, дужки от очелья, серьги, височные кольца, браслеты и др.), гривны киевского типа, а также две византийских монеты (одна — выпуска Мануила Комнина, 1143—1180 годов). Диадема из клада, украшенная перегородчатой эмалью, была частью парадного княжеского убора (скорее всего, женского). На этом основании В. И. Довженок посчитал, что городище на Девич-горе являет собой остатки замка, где проживала княжеская семья. Сходного мнения придерживалась Г. Ф. Корзухина, которая связала сокрытие Сахновского клада с монгольским нашествием.
В 1901 году к раскопкам городища приступил В. Е. Гезе. Проведённые им работы отличались дилетантским уровнем: сперва памятник прорезался несколькими траншеями, после чего культурный слой снимался и сбрасывался к подножью горы. На склонах Девич-горы Гезе обнаружил остатки примерно 30 жилищ, где встретил два клада, включавшие серебряные и медные украшения, в том числе серьги половецкого типа.
В 1944 году на вершине и северном склоне Девичьей горы, а также в седловине между нею и Дегтярной горой, были найдены следы раннеславянского поселения. В 1949 году археологический комплекс исследовался Росской экспедицией под руководством В. И. Довженка. Её сотрудники выявили на склоне Девич-горы остатки рва и следы стенных городен, засыпанных глиной и песком. Последующие раскопки городища и прилегающего к нему селища проводились в 1972—1973 годах Сахновским отрядом Среднеднепровской экспедиции.

## Памятники типа Сахновка
Сахновский тип археологических памятников выделен О. М. Приходнюком. Для памятников этого типа характерно наличие полуземлянок с печью в углу и специфичной керамики (лепных горшков с S-видным профилем и расширением в верхней трети, зачастую украшенных вдавлениями по венчику). Их относят к ранней фазе лука-райковецкой культуры (конец VII — VIII век). С другой точки зрения, сахновский тип связывается с памятниками типа Волынцева VIII—IX веков. Согласно М. М. Казанскому, памятники типа Сахновки датируются второй половиной VII — первой половиной IX века. Они занимают промежуточную позицию между пражской культурой и развитой фазой культуры Луки Райковецкой, для которой обычна круговая и лепная керамика с линейно-волнистым орнаментом. На памятниках сахновско-волынцевского горизонта отсутствует керамика канцерского типа, бытовавшая во второй половине VII — начале VIII века, но встречается пастырская посуда. Хронология памятников типа Сахновки остаётся спорной. Высказана идея о переименовании этого горизонта.

### Распространение
Памятники типа Сахновки распространены в Поросье, Потясминье и на Левобережье Днепра. Показательными для этого типа выступают материалы поселений Сахновка, Луг I, Луг II, Ходосовка, Обухов-2, Монастырек (нижний слой), а также часть находок из Пастырского и Стецовки. Комплексы, близкие сахновским, выявлены в Бакоте.
В материалах некоторых памятников Днепровского Левобережья присутствует лепная посуда сахновско-волынцевской традиции, но не встречаются типичные для волынцевской культуры гончарные сосуды, близкие салтовским. Одни исследователи считают такие памятники сахновскими, другие — ранневолынцевскими. Подобные объекты встречены в бассейнах Десны, Оки и Северского Донца. В частности, выразительные материалы сахновского этапа получены при раскопках поселения Шоссейное в Белгородской области.

### Происхождение
О. М. Приходнюк считал, что в формах сахновско-райковецкой посуды Поднепровья прослеживаются традиции пеньковской культуры. По мнению А. В. Комара, керамический комплекс Сахновского поселения ничуть не схож с пеньковским, однако черты последнего проявляются в материалах поселений Стецовка и Будище. Как считала В. А. Петрашенко, памятники типа Сахновки и Волынцева составляют единый горизонт полянских древностей, на основе которого сформировалась древнерусская культура. Взглядам В. А. Петрашенко оппонировал О. В. Сухобоков. О. А. Щеглова сочла, что сахновские памятники выступают передаточным звеном между пражской и волынцевской культурами. Того же мнения придерживается М. М. Казанский. И. О. Гавритухин и А. М. Обломский развили эту идею, решив, что к распространению в Поднепровье памятников типа Сахновки и Волынцева привели конфликты между славянскими объединениями, приведшие к распаду пеньковской и колочинской культур. А. В. Комар полагает, что Сахновское поселение возникло вследствие подвижки носителей волынцевской культуры на юг в IX веке. Сходные черты прослежены им в материальной культуре поселений близ Канева (Каневского поселения) и Стайков, отражающей смешение волынцевских и райковецких традиций. Д. Г. Дьяченко допускает возможность обратной ситуации: передвижения населения из бассейнов Роси и Тясмина на север, приведшего к появлению в середине — второй половине VIII века поселений Каневского, Монастырька, Бучака и Столпяг. По его мнению, сами потясминские и поросские поселения были основаны смешанным пражско-пеньковским населением, пришедшим из Побужья в конце VII — первой четверти VIII века.